# Мінарді (команда Формули-1)
Мінарді (англ. Minardi) — спортивна команда, учасник чемпіонатів Світу з автоперегонів у класі Формула-1, заснована Джанкарлом Мінарді у 1979 році. Команда брала участь в гонках серії Формула-1 з 1985 по 2005 роках. У 2001 році, для збереження команди, Мінарді продав команду австралійському підприємцю Полу Стоддарту, який у 2005 році перепродав команду компанії Red Bull. Команда була перейменована в Scuderia Toro Rosso.
Під час участі в чемпіонатах Формули-1 команда завоювала 38 командних очок, істотну частину яких заробив П'єрлуїджі Мартіні. Пілоти команди жодного разу не піднімалися на подіум, найкращим досягненням було три 4-х місця: двічі Мартіні у 1991 році і Крістіан Фіттіпальді у 1993 році. На рахунку Мартіні також єдиний в історії команди старт з першої лінії — 2 місце на Гран-прі США 1990 року і одне коло лідирування в гонці на Гран-прі Португалії 1989. Машини «Мінарді» як правило, були добре розроблені, незважаючи на скромний бюджет. Їх низькі результати звичайно були викликані браком коштів (і потужних моторів), а не якістю машин. Також вони не були схильні до використання рента-драйверів, тому з лав Мінарді вийшло багато відомих пілотів, таких як Алессандро Нанніні, Джанкарло Фізікелла, Ярно Труллі, дворазовий чемпіон світу Фернандо Алонсо, Марк Веббер, переможці американських серій Крістіан Фіттіпальді і Алекс Занарді.